# Brooks Steam Motors
Brooks (Брукс) — з 1923 року канадський виробник автомобілів з паровими двигунами. Штаб-квартира розташована в місті Стретфорд. У 1936 році компанія припинила виробництво автомобілів.

## Оланд Джозеф Брукс
Американський банкір Оланд Джозеф Брукс у 1920 році перебрався з Баффало, штат Нью-Йорк, в Торонто. У США Брукс займався іпотечним бізнесом. У Канаді він зайнявся вторинною іпотекою (іпотечна застава, коли кредит видається під раніше вже закладений об'єкт нерухомості), але у 1922 році він зацікавився автомобілями, причому, не масовими на той період бензиновими, а автомобілями на паровій тязі, які на той час були вже в меншості й поступово йшли з ринку.
У 1922 році американська компанія Detroit Steam Motors Corporation заявила про плани виготовляти доступний паровий автомобіль марки Trask-Detroit ціною приблизно в 1000 доларів. Брукс вирішив купити ліцензію на ці автомобілі, збираючи їх в канадському Віндзорі на потужностях компанії Windsor Steam Motors. Вироблені в Канаді машини повинні були називатися Windsor. У Канаді машина повинна була продаватися приблизно в тій же ціновій категорії (на той момент обидва північноамериканських долара мали рівний курс), ціну утримати вдавалося б завдяки логістиці (Віндзор знаходиться на протилежному березі річки Детройт, навпроти однойменного американського міста). У свою чергу дешеві паровики можна було б продавати в інших провінціях Великої Британії без додаткових мит, що робило цей проєкт досить перспективним. У рекламних проспектах Trask-Detroit для залучення клієнтів вказувалося, що кузови для паромобіля буде виробляти ніхто інший, як фірма Packard. У машини була типова для паромобіля конструкція. Двоциліндровий паровий двигун розміщувався біля заднього моста, що дозволяло передавати 45-сильну потужність без всяких втрат на трансмісії прямо на колеса, причому, пікова потужність досягалася вже на 1000 об/хв. Однак, "Паккард" відмовився від співпраці, і на початку 1923 року проєкт зупинився.

## Заснування компанії
Брукс терміново шукає парових інженерів, які б підготували парові машини, що випускалися би створеною в березні 1923 року Brooks Steam Motors Ltd під маркою Brooks. Для нового проєкту був найнятий Ерік Деллінг, досить відомий у колі парових інженерів фахівець, який працював раніше технічним радником в компанії Stanley Steamer, а тепер практикував в сусідньому Стретфорді, що був на той момент великим центром Канади по ремонту та обслуговуванню парових двигунів. Саме в цьому місті, що знаходиться на 150 км від Торонто, перетиналися три найбільші залізниці країни. Брукс поставив своїм інженерам жорсткі часові рамки, і Делінгу нічого не залишалося іншого, як скопіювати вже відому йому конструкцію, злегка допрацювавши і поліпшивши її. За основу був узятий Stanley. У результаті всього через півроку на автомобільній виставці в Торонто був показаний перший прототип, який викликав інтерес у публіки. Через місяць натхнений Брукс купує в лізинг в Стретфорді занедбану фабрику, що випускала до цього молотарки. Приміщення повинні були стати заводом з виробництва автомобілів, офіс компанії розмістився в бізнес-центрі в Торонто.
У планах Брукса було виготовляти три моделі: перша машина була б копією Trask-Detroit, вона повинна була мати таку ж колісну базу — 2,84 м, 51 см в діаметрі бойлер і сталеві штамповані диски типу Budd-Michelin. Друга модель технічно повторювала б першу, але мала довшу колісну базу — 3,1 м. Третя модель повинна була мати колісну базу другої, але більший котел, діаметром 58 см. Перша модель повинна була випускатися з трьома варіантами закритих кузовів і двома відкритими. Більші повинні були мати семимісні відкриті кузови.
Почався пошук грошей, Брукс, що мав на той момент кілька фірм, які працювали в різних сферах, починає друкувати акції, в результаті зібравши близько 4 млн доларів. У 1925 році він запускає в серію свої машини. Поки йшов пошук грошей, щоб завод і колектив з 90 робітників не простоював даремно, фірма почала виробництво звичайних масляних пальників, які виготовляли за ліцензією.
Завод починає випускати всього одну серію, яка стала симбіозом першої і другої моделі. Машина мала колісну базу 3,1 м і п'ятимісний закритий кузов типу седан. Родзинкою машини став кузов, що виготовлявся фірмою Orillia Body Co. Родзинкою став матеріал, з якого він був виготовлений. Матеріал, що поставлявся American Auto Trimming Company, називався "Meritas" і являв собою багатошарову тканину, що складалася з сітки, двох шарів ватину, тканини між ними і зовнішнього покриття — двох шарів шкірозамінника. Такий матеріал спрощував виготовлення кузова і робив його легким. Брукс постарався, щоб кузови його машин більше були схожі на бляшані, так що чорні закриті матові кузови надавали більше солідності. На відміну від сталевих або алюмінієвих кузовів, які видавали скрип при русі, матерчаті були безшумними. Технічних ноухау, як на паровиках Авнера Добло, не з'явилося. Конструктивно машина повторювала Stanley, котел мав діаметр 50 см, для покращення котел обмотали струнами від фортепіано, щоб хоч якось убезпечитися у разі вибуху котла, який, в свою чергу, запускався за допомогою пальника конструкції Бунзена. Генератор машини розміщувався поряд з двигуном, тобто прямо на задньому мосту. Генератор потрібен був для освітлювальних приладів, двірників лобового скла і гудка, який був не пневматичним, а електричним. Однак, паровий котел (місткості якого вистачало на 250-400 км ходу) виявився занадто маленьким, щоб видавати велику продуктивність, і в підсумку двоциліндровий двигун міг розігнати машину замість проєктних 96 км/год всього до 65 кілометрів на годину. При цьому відпускна ціна на автомобілі виявилася далека від заповітних 1000 доларів, і становила 3885 доларів, що було аж на 85 одиниць дорожче від ціни на найпрестижніший Pierce-Arrow. У Британії Brooks коштував аж на 220 фунтів дорожче від пропорційного Packard. Однак, не дивлячись на захоплені відгуки преси, за весь рік стороннім клієнтам вдалося продати всього 18 готових паромобілів, інші кілька десятків паромобілів були продані таксопаркам, хоча на складі було ще близько 200 машинокомплектів. На звіті акціонерів Брукс намагався все звалити на зрив поставок бойлерів, які закуповувалися в Німеччині.

## Компанія Brooks Steam Motors Inc
Для Брукса ситуація погіршилася наприкінці 1926 року, коли акціонери дізналися, що машини продали дочірнім підприємствам Брукса (таксофірмам в Торонто і Стертфорді) за ціною в 1500 доларів, що було в кілька разів дешевше собівартості продукції. У результаті виявилося, що ніякого прибутку виробництво автомобілів компанії не приносить, а навпаки зазнає збитків, прибуток приходив тільки від продажу акцій, які потім доведеться покривати. У ході позовів на початку 1927 року Оланд Брукс був відправлений у відставку. Після відставки засновника компанії нове керівництво фірми вирішує продовжити бізнес-план Брукса. Ще наприкінці 1926 року Оланд Брукс організував в США, в місті Баффало, дочірнє підприємство — Brooks Steam Motors Inc, яке повинно було зайнятися виробництвом парових автобусів. Однак нове керівництво замість Деррінга на посаду головного інженера запрошує фахівця, що працював в лондонській фірмі London Omnibus Company, — Аліка Кларксона.
Кларксон створює паровий двигун V8, який за крутним моментом і потужністю міг зрівнятися з 16-циліндровими двигунами, які незадовго до цього продемонструвала фірма Marmon. Перший рухомий прототип був готовий в лютому 1927 року. Він мав тільки шасі з капотом, але вже влітку того ж року фірма Buffalo Body Company створила кузов вагонної компоновки для даного проєкту. Це був один з перших автобусів такого компонування, не рахуючи автобус фірми Buick 1910 року. Елегантний автобус мав виготовлений з алюмінію кузов і обробку 29 сидінь з синьої шкіри. Показаний він був на виставці в Клівленді, але виступав він там прототипом, тому ні цінника, ні замовлень на нього не було озвучено і зібрано.

## Припинення виробництва автомобілів. Закриття компанії
Влітку 1929 року технічна начинка була перероблена, тепер замість пальника був встановлений парогенератор, який зробив запуск котла безпечним. Автобус міг йти в рейс вже через 20 секунд після запуску, технологія ця була запозичена у "Добла". Шасі було подовжено, і тепер автобус капотного компонування мав 39 місць для сидіння і стільки ж стоячих. Досить великий автобус міг розвивати досить непогану на ті часи швидкість — майже 100 км/год, при цьому в салоні була тиша. Прем'єра автобуса пройшла в другу неділю жовтня 1929 року, а рівно через два тижні стався фондовий крах ринку США. Покупцям стало не до експериментальних автобусів і парових автомобілів. Через два роки канадське відділення фірми, оголошене банкрутом, припинило своє існування, а непродані сорок парових автомобілів, що знаходилися на складах, були розпродані на аукціоні за ціною в 175 доларів. Автобус, який був на той момент в приміщенні, був проданий за 700 доларів. Північноамериканське відділення проіснувало до 1936 року, хоча з 1932 року воно значилося в проспектах як виробник холодильників, помінявши власника.
Всього за шість років було виготовлено близько 150-180 парових автомобілів (точні дані невідомі), з яких до наших днів дійшло близько десяти паромобілів, причому, три з них знаходяться у Великій Британії, де і були продані колись. Усі вони знаходяться в такому стані, що можуть самостійно пересуватися. У самій Канаді є тільки один повністю рухомий зразок, решта чотири — далекі від самостійного пересування. У США один з "Бруксів" знаходиться у гаражі у відомого Джей Лено.
Історики, які досліджують історію бренду, вважають Оланда Джозефа Брукса аферистом, сліди якого губляться після середини 30-х років.

## Список автомобілів Brooks
- 1925 — Brooks Steamer